# Davis Cup 1923
In 1923 werd het toernooi om de Davis Cup  voor de 18e keer gehouden. De Davis Cup is het meest prestigieuze tennistoernooi voor landen dat sinds 1900 elk jaar wordt georganiseerd.
De Verenigde Staten won voor de 7e keer de Davis Cup (destijds nog de International Lawn Tennis Challenge genoemd) door in de finale Australië met 4-1 te verslaan.
Doordat het aantal deelnemers aan deze editie te groot werd, werd er voor het eerst in twee regionale zones gespeeld. De winnaars van elke zone speelden tegen elkaar in het zogenaamde Interzonaal toernooi en de winnaar van dat toernooi mocht de regerend kampioen uitdagen.
Na twee jaar afwezigheid nam Nederland weer deel.

## Finale
Verenigde Staten -  Australië 4-1 (New York, Verenigde Staten, 31 augustus-3 september)

## Interzonaal Toernooi
Australië -  Frankrijk 4-1 (Boston, Verenigde Staten, 10-14 augustus)

## België
België speelt in de Europese zone.
| datum      | tegenstander        | uitslag | locatie | groep   | ronde    | winst/verlies |
| ---------- | ------------------- | ------- | ------- | ------- | -------- | ------------- |
| 01-06-1923 | Verenigd Koninkrijk | 2-3     | thuis   | EUR udt | 1e ronde | v             |

België werd al in de eerste ronde uitgeschakeld en speelt ook volgend jaar in het regionale kwalificatietoernooi.

## Nederland
Nederland speelt in de Europese zone.
| datum      | tegenstander | uitslag | locatie          | groep   | ronde        | winst/verlies |
| ---------- | ------------ | ------- | ---------------- | ------- | ------------ | ------------- |
| 11-07-1923 | Spanje       | 0-5     | Groot-Brittannië | EUR udt | halve finale | v             |
| 03-06-1923 | Italië       | 5-0     | thuis            | EUR udt | kwartfinale  | w             |

Nederland bereikte de halve finale van de Europese zone.
| niveau 1 | niveau 2 | niveau 3 | niveau 4 | niveau 5 |

Algemeen · Opzet · Finales · Winnaars 
 België ·  Nederland ·  Aruba ·  Nederlandse Antillen 

1900 · 1901 · 1902 · 1903 · 1904 · 1905 · 1906 · 1907 · 1908 · 1909 · 1910 · 1911 · 1912 · 1913 · 1914 · 1915 · 1916 · 1917 · 1918 · 1919 · 1920 · 1921 · 1922 · 1923 · 1924 · 1925 · 1926 · 1927 · 1928 · 1929 · 1930 · 1931 · 1932 · 1933 · 1934 · 1935 · 1936 · 1937 · 1938 · 1939 · 1940 · 1941 · 1942 · 1943 · 1944 · 1945 · 1946 · 1947 · 1948 · 1949 · 1950 · 1951 · 1952 · 1953 · 1954 · 1955 · 1956 · 1957 · 1958 · 1959 · 1960 · 1961 · 1962 · 1963 · 1964 · 1965 · 1966 · 1967 · 1968 · 1969 · 1970 · 1971 · 1972 · 1973 · 1974 · 1975 · 1976 · 1977 · 1978 · 1979 · 1980 · 1981 · 1982 · 1983 · 1984 · 1985 · 1986 · 1987 · 1988 · 1989 · 1990 · 1991 · 1992 · 1993 · 1994 · 1995 · 1996 · 1997 · 1998 · 1999 · 2000 · 2001 · 2002 · 2003 · 2004 · 2005 · 2006 · 2007 · 2008 · 2009 · 2010 · 2011 · 2012 · 2013 · 2014 · 2015 · 2016 · 2017 · 2018 · 2019 · 2020-2021 · 2022 · 2023 · 2024 · 2025